# Léman bleu
Pour les articles homonymes, voir Léman (homonymie).
Léman Bleu est une chaîne de télévision suisse, fondée en 1996 et basée à Genève. Elle compte une trentaine de collaborateurs, dont quinze journalistes. Reçue 24/7 dans toute la Suisse, elle est au bénéfice d'une concession fédérale et offre une programmation d'information variée. Son audience hebdomadaire, en forte progression depuis septembre 2015, est de 250 000 téléspectateurs. Léman Bleu est diffusée depuis 2011 sur la TNT, sur le câble, sur IPTV et sur son site.

## Histoire de la chaîne

### Années 1990
L'idée d'une télévision locale germe dans la tête de Michel Vieux, ancien directeur de Télégenève, et d'Albert Knechtli, membre du comité de direction de Télégenève. La société TV Léman SA est fondée le 26 janvier 1995 par 20 actionnaires. La chaîne s'installe dans les locaux de la Gravière (Acacias) et ouvre le 21 octobre 1996 après avoir reçu le feu vert de la ville de Genève, notamment grâce à l'appui du conseiller administratif Michel Rossetti. La chaîne est tout d'abord dirigée par Jean-François Acker (fondateur de Couleur 3).
Elle tourne avec un budget d'environ 2 millions de francs suisses et douze postes de travail répartis entre une vingtaine de personnes. Le programme se limite à une émission principale d'environ une heure diffusée cinq fois par semaine. Des invités prestigieux comme Guy Bedos, Jean Lefebvre et Hélène Ségara s'y succèdent.
En 1997, un changement de rédacteur en chef se produit avec l'arrivée de Stéphane Santini. C'est lui qui lance et présente le journal télévisé avant d'en confier la présentation à Gaëlle Lavidière qui travaille aujourd'hui à la Télévision suisse romande (TSR).

### Années 2000
(juin 2023).
Si vous disposez d'ouvrages ou d'articles de référence ou si vous connaissez des sites web de qualité traitant du thème abordé ici, merci de compléter l'article en donnant les références utiles à sa vérifiabilité et en les liant à la section « Notes et références ».
La chaîne déménage au centre commercial de La Praille en novembre 2002. Pascal Schouwey lance alors un programme de 7 jours sur 7 d'émissions en direct. Faute de moyens financiers et de personnel, la direction fait marche arrière et revient à 5 jours sur 7. Une heure et demie d'émissions est alors produite.
S'ensuivent une période de crise et la démission de plusieurs administrateurs, de Pascal Schouwey et de trois journalistes. Michel Chevrolet reprend la direction de Léman Bleu et le poste de rédacteur en chef en mai 2004. Avec une équipe composée d'une quarantaine de personnes (représentant dix-huit postes à 100 %), il lance une nouvelle grille des programmes, un nouvel habillage graphique et un site web.
En 2005, à la suite de la reprise de la chaîne par de nouveaux actionnaires, dont Philippe Hersant, la chaîne poursuit son développement avec une nouvelle structure, une identité plus forte, une notoriété plus prononcée, une équipe fidèle et des résultats prometteurs. L'audience est marquée durant cette année par une constante progression, passant de 23 900 téléspectateurs en janvier à 43 000 en décembre (soit une hausse de 80 %).
L'émission phare, 90 minutes chrono animée par Stéphane Thiébaud, Émilie Casetta et Alexia Erb, draine un public fidèle et accueille plus de 200 invités en 2005. De plus, un engouement prononcé se développe pour la diffusion de manifestations locales comme les élections, la Revue genevoise et des événements sportifs (match Argentine-Angleterre, Supercross, etc.). Léman Bleu occupe ainsi une place prépondérante dans la vie locale et est présente dans tous les événements qui ponctuent la vie culturelle.
Le 4 septembre 2006, après avoir fait beaucoup parlé de lui à la suite de problèmes avec la Radio Suisse Romande (RSR), Pascal Décaillet rejoint l'équipe de Léman Bleu en tant que producteur responsable de la toute nouvelle émission Genève à chaud, un débat politique quotidien.
Le 12 mars 2007, une nouvelle émission de divertissement voit le jour en direct de ses studios, en lieu et place de 90 minutes chrono. Baptisé Y a le feu au lac, ce nouveau programme d’infodivertissement est présenté par Michel Chevrolet, directeur et rédacteur en chef de la chaîne, accompagné à l’écran de Michael Müller, également producteur de l’émission (il l'a quittera ultérieurement pour créer sa propre société de production, Swiss Mad Prod).

### Années 2010
Michel Chevrolet quitte toutes ses fonctions d'animateur au sein de la chaine le 21 avril 2010 et ceci afin de pouvoir se lancer dans une carrière politique. Il est remplacé par Alain Gagliardi jusqu'à la fin juin de la même année.
En 2015, Laurent Keller devient directeur de la chaîne genevoise. En juin, il fait de la chaîne le pionnier mondial du « Mojo » (mobile journalism) en proposant un journal télévisé tourné à 100 % au smartphone. L'expérience a suscité la curiosité de nombreux médias étrangers et de la presse spécialisée.
En 2019, Léman Bleu est diffuseur en Suisse de la Laver Cup. Durant le week-end de compétition, la chaîne cumule 598‘000 vues et 336’000 téléspectateurs uniques sur la période. Le 26 août de cette même année, Léman Bleu change de logotype et compte sur un nouveau magazine sportif consacré à Servette FC, Servette Rugby et Genève-Servette, appelé Couleur Grenat, diffusé tous les jeudis à 20 heures.

### Années 2020
Lors de la présidentielle américaine, la rédaction fait appel à la journaliste Laurence Haïm pour commenter chaque jour le duel entre Joe Biden et Donald Trump.
Dans son rapport de 2020, Medienquälitat Schweiz estime que Le Journal de Léman Bleu est le meilleur programme d'actualité des télévisions régionales privées suisses.
Fin 2020, Philippe Verdier rejoint la rédaction et lance le magazine Go solutions durables. L'ancienne journaliste de la RTS Laetitia Guinand intègre l'équipe début 2021 et lance, en septembre suivant, Le PoinG, magazine de débat.
Le 23 février 2022, Valentin Emery, à Léman Bleu depuis 2013, présente son dernier journal.
En septembre 2022, le journal de la chaîne est récompensé d'un Q d'or par Medienquälitat Schweiz pour la meilleure progression qualitative d'une émission d'information,.
Le 11 mai 2022, Léman Bleu signe un contrat avec Sunrise UPC pour devenir diffuseur exclusif en Suisse romande de la National League de hockey sur glace sur les chaînes non payantes. L'accord concerne la période 2022 à 2027,,.
Le 30 avril 2023, lors d'une émission consacrée à l'élection du Conseil d'État genevois, un militant d'Extinction Rebellion parvient à se coller la main sur le pupitre du présentateur, avant d'être évacué. L'image est reprise par de nombreux médias suisses et internationaux,,,.

## Organisation

### Dirigeants
Présidents du conseil d'administration
- Albert Knechtli (1996-2004)
- Antoni Mayer (2004-2005)
- Philippe Lathion (2005-2015)

Directeurs
- Jean-François Acker (1996-1997)
- Daniel Bernard (2000-2004)
- Michel Chevrolet (2004-2008)
- Antoni Mayer (2009-2011)
- Charles-André Aymon (2011-2012)
- Stéphane Santini (2012-2013)
- Michel Robadin, Pascal Mathieu et Philipp Kneubuehler (2013-2015)
- Laurent Keller (depuis 2015)

Rédacteurs en chef
- Stéphane Santini (1998-2000)
- Michel Chevrolet (2004-2008)
- David Ramseyer (2008-2014)
- Laurent Keller (2014-2022)
- Jérémy Seydoux (depuis le 1er mars 2022)[24]

Journalistes composant la rédaction de la chaîne
- Laurent Keller, Jérémy Seydoux, Denis Palma, Delphine Palma, Gilles Miélot, Julie Zaugg, Vincent Ulrich, Pierre Pillet, Arnaud Urfer, Clément Vuagnat, Philippe Verdier, Laetitia Guinand, Martin Esposito, Rafael Pacheco, Lucie Hainaut[25], Laure Lugon Zugravu

## Programmes
Ses programmes allient information, divertissement, sport et culture. Deux heures d'émissions sont diffusées en direct du lundi au vendredi, le programme étant repris en boucle toutes les deux heures et agrémentés de programmes supplémentaires. La chaîne diffuse également des séances du Conseil municipal de la ville de Genève ainsi que celles du Grand Conseil de la République et canton de Genève.

## Diffusion
Léman Bleu est diffusée par câble analogique dans le Canton de Genève et la région de Nyon. Elle est également proposée en numérique sur le câble, en DVB-C dans le Canton de Genève et en DVB-T dans la région de Nyon, ainsi qu'en streaming sur son site internet. Depuis janvier 2013, la chaîne est également diffusée partout en Suisse via Swisscom TV.
Léman Bleu est la seule chaîne privée de Suisse a posséder l'autorisation d'être émise par ondes hertziennes.[source insuffisante] Jusqu'au 17 mai 2010 cette diffusion se faisait en analogique sur le canal 68 (847.25 MHz) depuis l'émetteur du Salève.
Depuis le 3 mai 2010, une diffusion numérique (norme DVB-T) remplace la diffusion analogique sur le canal 50 (706 MHz) et depuis le 23 avril 2018 sur le canal 31 (554 MHz). L'arrêt de la diffusion analogique marque également l'arrêt du tout dernier émetteur TV analogique officiel de Suisse. Sa diffusion par l'émetteur du Mont Salève en DVB-T MPEG 4 HD, continuera, malgré la décision de la SSR de supprimer sa diffusion par émetteurs terrestres classiques TNT. Ce sera l'unique chaîne Suisse à être diffusée par ce moyen.
La chaine est diffusée sur la TNT Grand Genève (canal UHF 34) sur la chaine N°3 depuis le 12 juin 2020.

## Identité visuelle

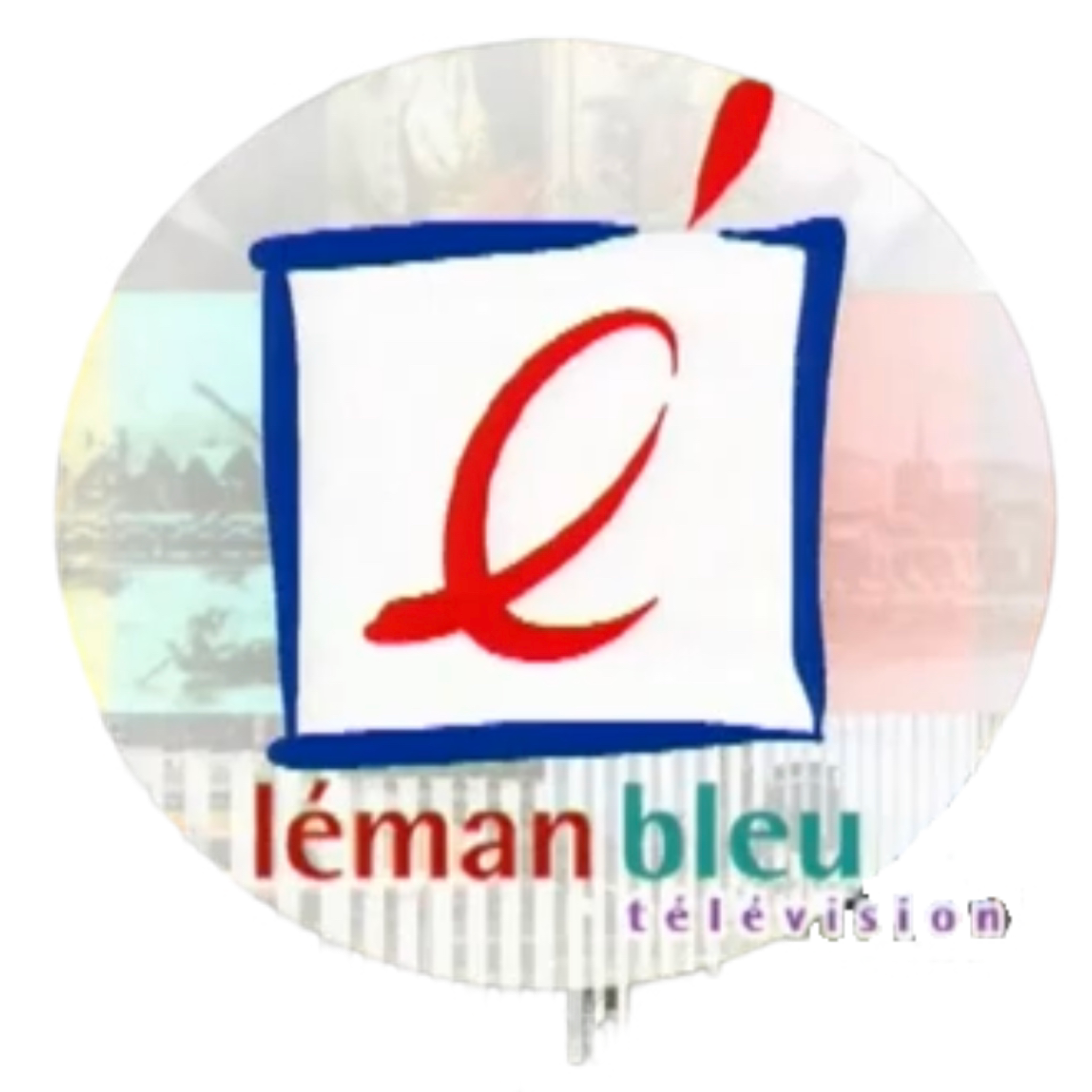
Premier logo de Léman Bleu (1996-1998?)
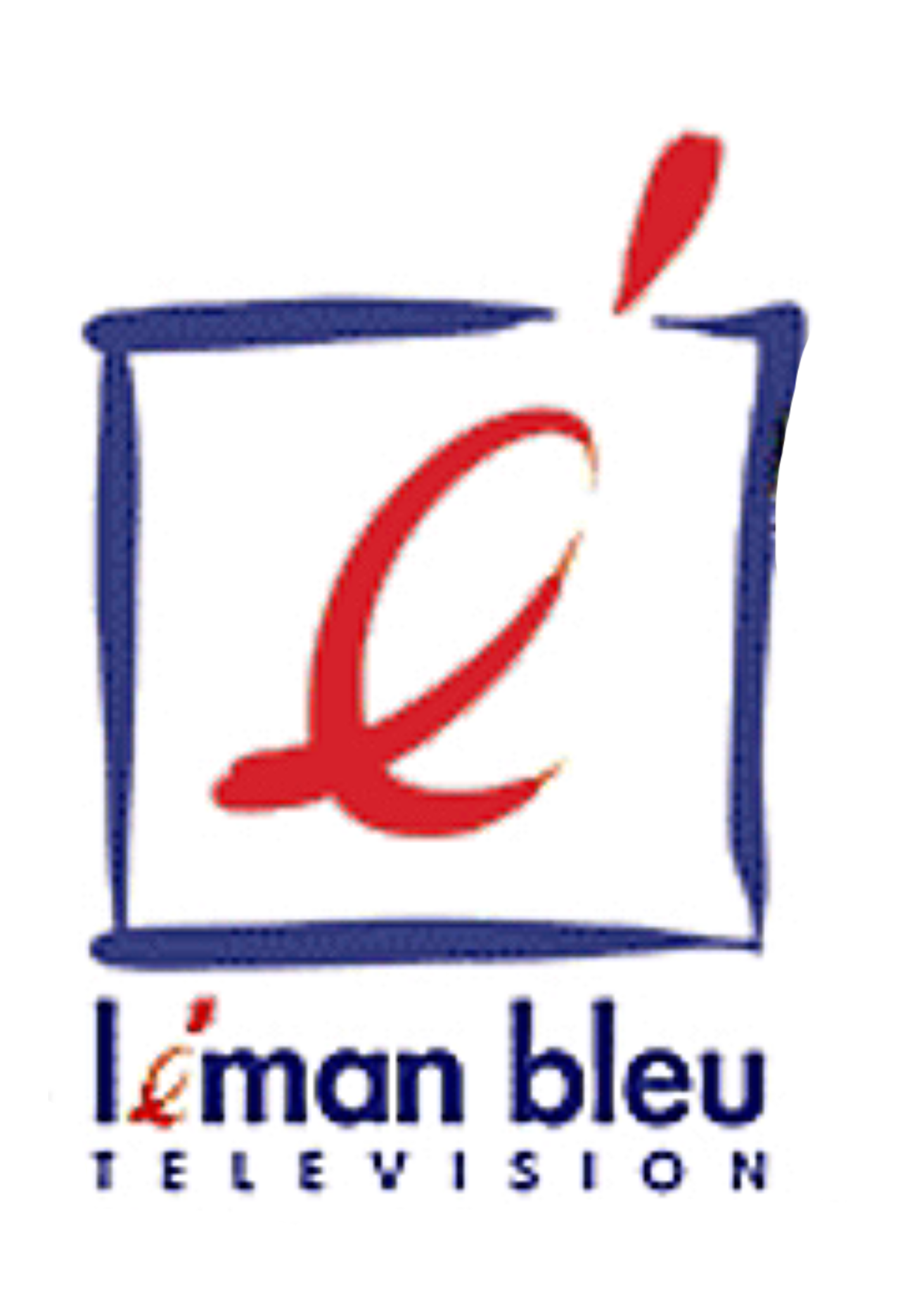
Ancien logo de Léman Bleu (1998?-2000)
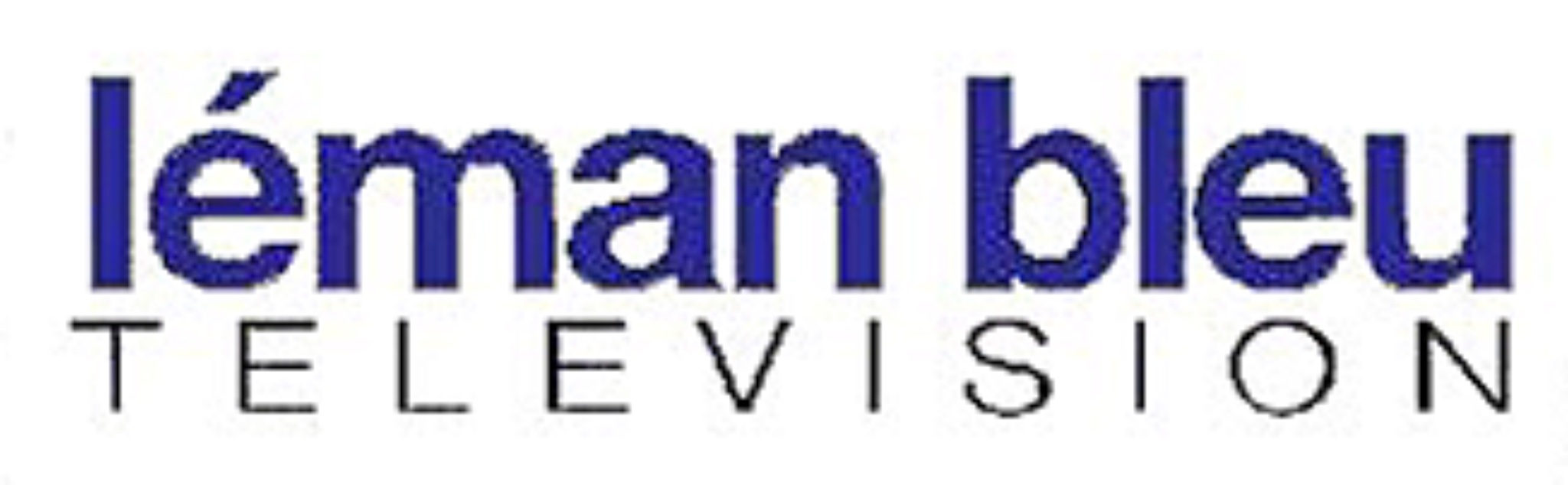
Ancien logo de Léman Bleu (2000-2004)
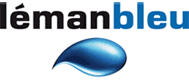
Ancien logo de Léman Bleu (2006-2013)
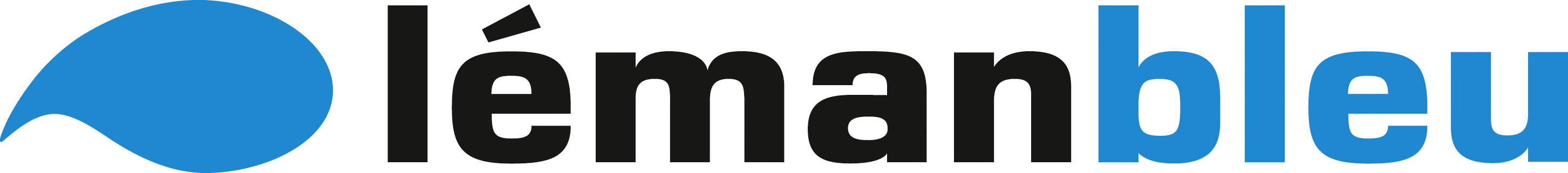
Ancien logo de Léman Bleu (2013-2016)
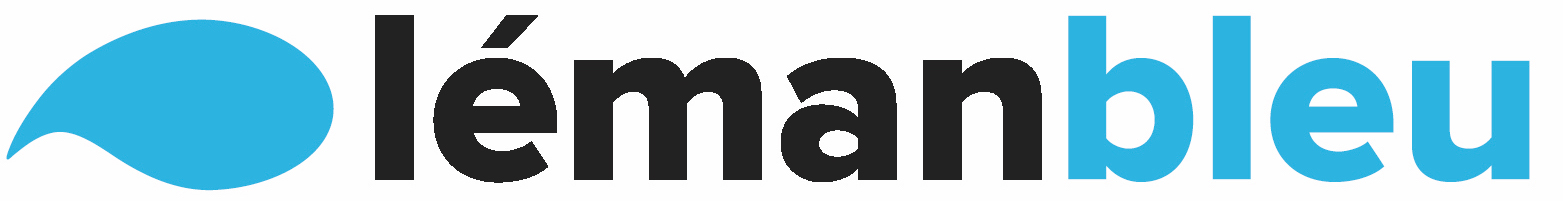
Ancien logo de Léman Bleu (2016-2019)
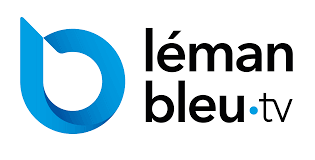
Logo actuel de Léman Bleu (2019-aujourd’hui).

## Léman Pub

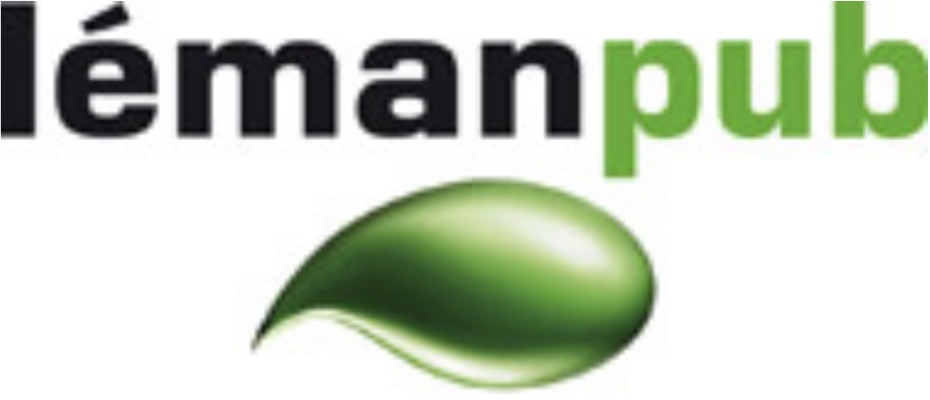
Ancien logo de Léman Pub (2006-2010?)

Léman Pub était une régie publicitaire créée en 2006 qui servait à diffuser des spots publicitaires issus d’entreprises locales sur Léman Bleu. Elle permettait aussi de les rendre partenaires d’une émission sur la chaîne. La régie a retirée le nom « Léman Pub » pendant les années 2010 et devient attribuée à Léman Bleu.